# The Legend of Robin Hood (TV-serie)
The Legend of Robin Hood är en brittisk BBC-dramaserie från 1975 om Robin Hoods liv. I huvudrollerna ses Martin Potter, Diane Keen, John Abineri, William Marlowe, Paul Darrow, Conrad Asquith och Tony Caunter.

## Handling
Robin växer upp som skogvaktaren John Hoods son, men får senare veta att han i själva verket är earlen av Huntingdons förlorade son. Robin Hood hamnar en konspiration på spåret, ledd av sheriffen av Nottingham och sir Guy of Gisburne, som avser att ersätta Kung Rikard I med hans bror prins John på Englands tron.

## Rollista i urval
- Martin Potter – Robin Hood
- Diane Keen – Lady Marion
- John Abineri – Sir Kenneth Neston
- William Marlowe – Sir Guy of Gisburne
- Paul Darrow – Sheriffen av Nottingham
- Michael-John Jackson - Rikard I
- David Dixon – Prins John
- Conrad Asquith – Lille John
- Tony Caunter – Broder Tuck
- Geoffrey Russell - Longchamp
- Miles Anderson – Röde Will
- Stephen Whittaker - Ralph Gammon
- Richard Speight - Much
- Yvonne Mitchell - Drottning Eleanor